# Alois Wagner (Pfarrer)
Alois Wagner (* 26. März 1875 in Lauingen an der Donau; † 11. Januar 1944 in Mittelberg im Allgäu) war ein deutscher römisch-katholischer Priester und Direktor der Kinderheilstätte in Mittelberg.

## Leben

### Familie und Ausbildung
Alois Wagner war der Sohn des Amtsgerichtsdieners Sebastian Wagner und dessen Ehefrau Maria Anna; er hatte noch weitere sieben Geschwister.
Er besuchte die Schule in Lauingen und später das Gymnasium in Dillingen an der Donau. Nach Beendigung des Abiturs im Juli 1894 trat er in das Lyzeum und bischöfliche Klerikalseminar (siehe Priesterseminar Augsburg) in Dillingen ein. Aufgrund seiner Leistungen gewährte ihm der Bischof von Augsburg eine Audienz, mit dem Ergebnis, dass ihm zur Fortsetzung des Studiums an der Theologischen Fakultät der Ludwig-Maximilians-Universität ein Freiplatz am Priesterseminar Georgianum in München gewährt wurde; er immatrikulierte sich zu einem Theologiestudium im Wintersemester 1895/1896. Bereits während des Studiums entwickelte er eine Neigung zu Kunst und Geschichte und veröffentlichte Beiträge zu kirchen- und kunstgeschichtlichen Themen. Im Januar 1898 beendete er sein Theologiestudium.

### Berufliches Wirken von 1898 bis 1916
Am 19. Juli 1898 wurde er zum Priester geweiht und feierte am 31. Juli desselben Jahres seine Primiz in Lauingen. Seine erste Priesterstelle trat er im Allgäu an und wurde am 16. August 1898 Kaplan in Marktoberdorf, bevor er am 20. Juli 1900 seinen Dienst als Benefiziumsvikar in der Gemeinde Rettenberg im Oberallgäu antrat.
Im Herbst 1903 wurde er in seine erste Pfarrstelle berufen und er trat sein Amt als Pfarrer am 7. Mai 1904 in Auchsesheim bei Donauwörth an; weil es ihn in das Allgäu zurückzog, bewarb er sich 1909 auf drei vakante Pfarrstellen, blieb aber vorerst in Auchsesheim.
Aufgrund der fortschreitenden Industrialisierung kam es zu Elend, Krankheit und Verwahrlosung in der damaligen gesellschaftlichen Entwicklung, und sozial eingestellte Geistliche und Laien ergriffen die Initiative, um auch in bayerischen Städten zu helfen; so wurde 1910 in München der erste Diözesan-Jugendfürsorgeverein in Bayern gegründet. Ein oberhirtlicher Erlass vom 20. Mai 1911 bildete die Grundlage für die Gestaltung der Jugendfürsorge durch die katholische Kirche und am 7. November 1911 wurde der Katholische Jugendfürsorgeverein für die Diözese Augsburg gegründet. Am 1. Januar 1912 verlieh Bischof Maximilian von Lingg Alois Wagner des Benefizium an der Wallfahrtskirche Heilig Kreuz in Augsburg und er übernahm die Geschäftsführung des Jugendfürsorgevereins in Augsburg. Am 14. Februar veranlasste er die Eintragung in das Vereinsregister; die Geschäftsstelle des Vereins als Anlaufstelle für Hilfesuchende richtete er in seiner Privatwohnung in der Kustodie bei Heilig Kreuz ein und schuf am 1. Oktober 1912 eine Auskunftsstelle für Familienerziehung, die Keimzelle der späteren Erziehungsberatung in der Diözese, ein.
1913 richtete er eine Schule für geistig behinderte Knaben in Memmingen ein und unter seiner Geschäftsführung unternahm der Verein Initiativen, um lernbehinderten Kindern zu helfen, die auch Defizite aufgrund von Verhaltensstörungen und körperliche Missbildungen zu bewältigen hatten; für diese wurden Überlegungen zu einer Unterbringung in einem Spezialheim erwogen. In dieser Zeit wurden die ersten Schritte zur Schaffung der Anstalt Dürrlauingen bei Burgau unternommen. Unter der Leitung von Pfarrer Johann Nepomuk Doldi wurde 1914 ein Heim für Bettnässer ins Leben gerufen und damit der Grundstock gelegt, auf dem dort seit 1920/1921 das Förderungswerk St. Nilkolaus entstand.
Er war auch der Initiator und Mitgründer der Erholungsfürsorge in der Diözese Augsburg, und in Dürrlauingen initiierte und unterstützte er mithilfe des Jugendfürsorgevereins die Schaffung einer Kinderferienkolonie. Zu den Aufgaben des Vereins gehörten außerdem die sogenannte Gefährdetenfürsorge, die Betreibung von Sammelvormundschaften, die Kinder- und Gruppenfürsorge und die Dienst- und Lehrstellenvermittlung für Jugendliche.
Nach Ausbruch des Ersten Weltkriegs bat er 1915 seinen Bischof um die Genehmigung für eine Lebensmittel- und Sachwertsammlung, die ein außerordentlicher Erfolg wurde und zur Geburtsstunde der Caritas in der Diözese Augsburg wurde. Am 2. November 1915 erfolgte auf seine Initiative hin, gemeinsam mit Magnus Niedermair, die Gründung des Caritasverbandes für die Stadt Augsburg und er wurde zum Geschäftsführer gewählt. Nunmehr konnte er auf einer abgesicherten rechtlichen Basis die Koordinierungsfunktionen wahrnehmen, die er als Geschäftsführer der katholischen Jugendfürsorge bereits seit vier Jahren in Augsburg und in der Diözese gezwungenermaßen mit ausübte, bei denen er aber immer wieder mit Zuständigkeitsproblemen konfrontiert worden war. Sowohl die Dienststelle des neuen Verbands als auch die Geschäftsstelle des Jugendfürsorgevereins befanden sich in der Augsburger Fuggerstraße 24. Unter seiner Leitung als Doppelgeschäftsführer wurden solche Maßnahmen wie die Winterkriegshilfe, die Fürsorge für Kriegswaisen, Spendensammlungen zur Kriegsnotlinderung und die Werbung für Kriegspatenschaften für bedürftige Kinder in Angriff genommen. In diesem Zusammenhang wurde 1916 der Aufruf Kinder aufs Land initiiert und auf Vermittlung des Jugendfürsorgevereins nahmen Bauern aus der Diözese Augsburg rund 1.000 Kinder des hungernden Stadtvolkes auf.
Aufgrund einer Erkrankung legte er im Sommer 1916 alle seine Ämter nieder. Nach seiner Gesundung wurde die vakante Pfarrei in Mittelberg im Allgäu zur Besetzung ausgeschrieben und er bewarb sich am 13. Dezember 1916 um diese Stelle. Sein Bischof stimmte darauf dem Ersuchen zu und verlieh ihm bereits am 16. Dezember 1916 die Pfarrei Mittelberg, auf die er am 1. Februar 1917 kanonisch instituiert wurde.

### Berufliches Wirken von 1917 bis 1944
Im Sommer 1917 brachte er einige unterernährte Kinder aus Augsburg bei einzelnen Bauern im Dorf unter, allerdings beendete er diese Kinderhilfe bereits wieder nach einer Saison, weil einige Dorfbewohner seinem fürsorgerischen Engagement ablehnend gegenüberstanden, weil sie die Befürchtung hatten, dass die untergebrachten Kinder Krankheiten mitbringen würden und den eigenen Nachwuchs anstecken könnten.
Als ein preisgünstiges Bauernhaus in Mittelberg zum Verkauf stand, erwarb er dieses mit seinen Ersparnissen, um einerseits mittels Ferienkolonien einen Ort der Erholung für bedürftige Kinder, unabhängig von Stand und Konfession, vorzugsweise aber für Waisenkinder, zu schaffen; gleichzeitig wollte er der örtlichen Caritas einen Raum geben. In den Winter- und Frühjahrsmonaten richtete er das Bauernhaus, mithilfe seiner Augsburger Freunde, entsprechend her und gewann als Betreuerinnen junge Frauen vom Katholischen Arbeiterinnen-Verein Augsburg, dessen früherer Präses er war und warb um die notwendigen Finanzmittel, sodass er am 14. Juni 1918 die ersten Kinder aufnehmen konnte; dies war auch der Gründungstag des späteren Kindergenesungsheims St. Aloisius. Mehr als die Hälfte der insgesamt 43 Kinder der Ferienkolonie des Jahres 1918 kamen aus Augsburger Waisenhäusern. In den darauf folgenden vier Jahren realisierte er erneut je drei Ferienkolonien, so holte er im Sommer 1919 erstmals bedürftige Arbeiterkinder vom Katholischen Arbeiterinnenverein Augsburg und richtete für Arbeitermädchen und Arbeiterfrauen 1920 Kochkuren und Haushaltungskuren aus.
Er stellte in den Jahren 1921/1922 die Weichen zu einem ganzjährig geführten Kindergenesungsheim, das medizinisch und pflegerisch durch Fachkräfte geleitet werden sollte. Er baute das Bauernhaus zu einem Erholungsheim um, und errichtete, zur Sicherung des Bestandes, die St. Aloysiusheimstiftung, der das Eigentumsrecht übertragen wurde. Am 15. September 1921 kamen die ersten Franziskanerinnen aus dem Kloster Mallersdorf und zu gleicher Zeit wurde das Haus einer im Haus wohnenden Ärztin zur gesundheitlichen Leitung unterstellt. Ab 1922 wurde das Kindergenesungsheim in ein klinisch geführtes Kindersanatorium umgewandelt. Im Durchschnitt kamen pro Jahr etwa 100 Kinder aus Bayern, Württemberg und dem Ruhrgebiet, die mit einer Aufenthaltsdauer von durchschnittlich vier Monaten zur Behandlung dort blieben.
1921 stellte er als erste ärztliche Fachkraft die damals protestantische ledige Kinderärztin Helene Pfitzer (* 1888) ein, die bis 1923 für die gesundheitlichen Belange des Hauses zuständig war;.
Um seine Patienten mit Milch versorgen zu können, erbat er sich von einem Bauern zwei Kühe, die er allerdings nicht bezahlen konnte, sodass der Bauer nach einem Jahr seine Kühe wieder zurückholte. Hiervon erfuhr die Baseler Violinvirtuosin Anna Hegner, die daraufhin ein Wohltätigkeitskonzert zugunsten des Heimes gab. Die Erlöse aus diesem Konzert reichten für die Anschaffung von fünf Kühen. Zwei der Kühe schenkte Alois Wagner dem Kinderheim St. Nikolaus in Dürrlauingen. Später kaufte er noch zwei Pferde, die der „Fuhrpark“ des Heims wurden, mit denen er die oft gehunfähigen Kinder vom drei Kilometer entfernten Bahnhof in Oy abholte.
Weil die Kinder inzwischen länger im Heim blieben, einige bis zu einem halben Jahr, beriet er im Juni 1923 im Verwaltungsausschuss der Stiftung über die Anstellung einer Lehrerin; aus finanziellen Gründen konnte anfangs jedoch keine Anstellung erfolgen, sodass er die Beschulung übernahm.
Weil ihm bewusst war, dass das Sanatorium aufwachsen müsse, kaufte er 1924 ein Grundstück außerhalb des Dorfes und begann am 27. April 1925 mit dem Bau eines neuen Sanatoriums; die hierzu notwendigen finanziellen Mittel erhielt er durch Fördergelder, Spenden sowie Haussammlungen und einer Freiplatzstiftung, sodass der Bau im Sommer 1926 beendet werden konnte. Die Einweihung der damals modernsten und höchstgelegenen Kinderheilstätte in Deutschland fand am 4. Oktober 1926 unter Teilnahme des bayerischen Staatsministers des Innern Karl Stützel statt.
Das kleinere Aloisiusheim im Dorf blieb als Genesungsheim mit 31 Plätzen bestehen; die neue Klinik, als Kinderheilstätte Mittelberg, übernahm die Aufgaben der Tbc-Behandlung mit einer Kapazität von 181 Betten in 41 Zimmern sowie 19 Betten in der Isolierabteilung. Weil nun auch Kinder evangelischer Konfession aufgenommen werden konnten, setzte Alois Wagner seine ökumenischen Vorstellungen um, und gewann einen protestantischen Diaspora-Reiseprediger, der sich um die evangelischen Kinder kümmerte.
Aus gesundheitlichen Gründen bat er seinen Bischof von der Entbindung aus dem Pfarramt, sodass er am 1. September 1931 in den Ruhestand versetzt und gleichzeitig zum nebenamtlichen Vikar in seiner Pfarrei ernannt wurde.
Am 1. September 1932 gelang es ihm, eine staatliche Lehrerstelle durchzusetzen, weil die Kinder oft jahrelang zur Heilung in der Klinik verblieben, dem 1938 eine zweite Lehrerstelle folgte.
Ende der 1920er Jahre war die überwiegende Mehrheit der eingewiesenen Patienten an Lungen-Tbc und ein stetig wachsender Prozentsatz mit offener Tbc erkrankt, obwohl es starke Widerstände seitens der Gesundheitsbehörden gab, die gegen eine Aufnahme waren. Die Befürchtungen der hochgradigen Ansteckung durch die offene Tbc konnten jedoch durch die Realität schnell widerlegt werden, sodass das Staatsministerium des Inneren die offizielle Erlaubnis erteilte, offentuberkulöse Patienten aufzunehmen. Im März 1937 wurde die Heilstätte mit dem Untertitel Kindertuberkulosekrankenhaus gekennzeichnet.
Seit Mitte der 1930er Jahre wurde die finanzielle Situation immer solider und erlaubte den Ausbau der ärztlichen pflegerischen Basis, so konnte wegen der hohen Belegungszahl erst ein zweiter Assistenzarzt und später weitere Ärzte eingestellt werden. Zum 1. Oktober 1938 errichtete die Stiftung schließlich die Stelle eines Oberarztes zur Unterstützung des leitenden Arztes, der gleichzeitig zum Chefarzt ernannt wurde.
Aufgrund seiner Erfolge wurde Alois Wagner durch die Führung von Caritas und Jugendfürsorge in Augsburg in der zweiten Hälfte der 1930er Jahre verstärkt in soziale Belange auf Diözesanebene einbezogen, so unter anderem in wichtigen Aufgaben des Diözesanrats für das katholische Anstaltswesen der Diözese Augsburg.
Bis zum Ausbruch des Zweiten Weltkriegs hatte sich die Klinik zur Spezialheilstätte für tuberkulosekranke Kinder in Deutschland entwickelt.
Mit Kriegsbeginn 1939 verstärkte sich der Zustrom Tbc-kranker Kinder, sodass die Klinik ihre Kapazitätsgrenzen überschritt und Pläne für den Bau eines weiteren großen Klinikgebäudes, speziell für Knochen- und Gelenktuberkulose, dazu noch der Neubau einer noch größeren Infektionsabteilung und einer großen Abteilung für offene Tuberkulose, entwickelt wurden. Diese Pläne scheiterten allerdings an den kriegsbedingten Einschnitten für den Zivilbau, sodass vorerst Häuser in Mittelberg angemietet werden mussten.
Am 11. Januar 1944 verstarb Alois Wagner an den Folgen eines Blinddarmdurchbruchs. Die Beisetzung fand auf dem Dorffriedhof in Mittelberg statt.

## Ehrungen und Auszeichnungen
Im November 1931 wurde Alois Wagner, aufgrund seiner Verdienste um die Caritas und die Volksgesundheit, zum Bischöflichen Geistlichen Rat ernannt.
In Mittelberg wurden eine Straße und eine Stiftung nach Alois Wagner benannt.

## Schriften (Auswahl)
- Der Augustiner Kaspar Amann. In: Jahrbuch des Historischen Vereins Dillingen, Band 8. 1895. S. 42–64 (Digitalisat).
- Die Prioren des Lauinger Augustinerklosters bis 1540. In: Jahrbuch des Historischen Vereins Dillingen, Band 8. 1895. S. 161–162 (Digitalisat).
- Mathis Gerung. Eine kunstgeschichtliche Studie. In: Jahrbuch des Historischen Vereins Dillingen, Band 9. 1896. S. 69–107 (Digitalisat).
- Zur Geschichte des Klosters Echenbrunn. In: Jahrbuch des Historischen Vereins Dillingen, Band 9. 1896. S. 251–252 (Digitalisat).
- Bau- und Kunstgeschichte der Pfarr- und Wallfahrtskirche Maria Rain. In: Münchner Jahrbuch der Bildenden Kunst XII/4. 1938. S. 1–55.